# Fylkesväg 84
Fylkesväg 84 (norska: Fylkesvei 84) är en primär fylkesväg i Troms fylke i norra Norge som går mellan Europaväg 6 vid byn Fossbakken i Lavangens kommun och fylkesväg 86 vid tätorten Sørreisa i Sørreisa kommun. Den passerar genom kommunerna Lavangen, Salangen, Dyrøy och Sørreisa.
Vägen är 81,3 kilometer lång och asfalterad. Den passerar bland annat genom tätorterna Tennevoll, Sjøvegan och Skøelv.

## Anslutningar
Fylkesväg 84 ansluter till:
- Europaväg 6 (vid Fossbakken)
- Fylkesväg 851 (vid Sjøvegan)
- Fylkesväg 848 (vid Myre)
- Fylkesväg 852 (vid Elvevoll)
- Fylkesväg 86 (vid Sørreisa)